# 2022년 영국 그랑프리
2022년 영국 그랑프리(2022 British Grand Prix)는 2022년 7월 3일 잉글랜드 노샘프턴셔주 실버스톤 서킷에서 열린 포뮬러 원 2022 시즌 열 번째 대회이다. 공식 대회명은 포뮬러 1 레노버 영국 그랑프리 2022(Formula 1 Lenovo British Grand Prix 2022)이다.
카를로스 사인스 주니어가 커리어 첫 폴 포지션과 그랑프리 우승을 달성하였으며, 세르히오 페레즈와 루이스 해밀턴이 각각 2위, 3위를 달성했다. 사인스는 2013년 스페인 그랑프리에서 페르난도 알론소가 우승한 이래 스페인 선수로서 첫 우승을 달성했다. 막스 페르스타펀은 경주 초반에 입은 차량 손상으로 인해 7위로 경주를 마쳤다. 첫 랩에서 저우관위의 차량이 서킷 경계의 타이어 월을 넘어 뒤집어지는 등 여러 차량이 연루된 사고가 발생했다.